# IC 5130
IC 5130 је спирална галаксија у сазвјежђу Индијанац која се налази на листи објеката дубоког неба у Индекс каталогу.
Деклинација објекта је - 73° 59' 51" а ректасцензија 21h 50m 24,7s. Привидна величина (магнитуда) објекта IC 5130 износи 13,7 а фотографска магнитуда 14,5. Налази се на удаљености од 98,013 милиона парсека од Сунца. IC 5130 је још познат и под ознакама ESO 48-8, IRAS 21456-7413, PGC 67445.